# Суперкубок Македонии по футболу
Суперкубок Македонии по футболу (макед. Македонски Супер Куп) — матч между победителем чемпионата и обладателем Кубка.

## Финалы
| Год  | Победитель | Счет           | Финалист         |
| ---- | ---------- | -------------- | ---------------- |
| 2011 | Шкендия    | 2-1            | Металлург Скопье |
| 2013 | Вардар     | 1-0            | Тетекс           |
| 2015 | Вардар     | 1-1 (пен. 4-3) | Работнички       |

## Победы по клубам
| Клуб             | Победитель | Финалист | Годы побед | Годы участия в финале |
| ---------------- | ---------- | -------- | ---------- | --------------------- |
| Вардар           | 2          | 0        | 2013, 2015 | -                     |
| Шкендия          | 1          | 0        | 2011       | -                     |
| Металлург Скопье | 0          | 1        | -          | 2011                  |
| Тетекс           | 0          | 1        | -          | 2013                  |
| Работнички       | 0          | 1        | -          | 2015                  |